# Odax pullus
Odax pullus är en fiskart som först beskrevs av Forster, 1801.  Odax pullus ingår i släktet Odax och familjen Odacidae. IUCN kategoriserar arten globalt som livskraftig. Inga underarter finns listade i Catalogue of Life.